# Peter Paltchik
Peter Paltchik (en hébreu : פיטר פלצ'יק), né le 4 janvier 1992 à Yalta en Crimée, est un judoka israélien évoluant dans la catégorie des moins de 100 kg. Il a notamment été champion d'Europe en 2020.

## Biographie

### Jeunesse
Peter Paltchik nait en 1992 à Yalta, en Crimée (Ukraine). Il pèse 5,1 kg à la naissance et présente plusieurs problèmes de santé. Le médecin recommande à la famille de lui faire pratiquer une activité physique. Il émigre avec sa mère en Israël dans la ville de Rishon LeZion alors qu'il est âgé de 9 mois, ses grands-parents maternels les rejoignent environ un an plus tard. Son grand-père l'envoie pratiquer le judo dés l'âge de quatre ans au « Samurai Club » sous la direction de Pavel Musin. À l'âge de sept ans, sa mère vit aux États-Unis pour travailler tandis que Peter Paltchik grandit en Israël avec ses grands-parents. Puis, sa mère travaille comme infirmière au centre médical Sheba à Ramat Gan, en Israël. Il fréquente le lycée Yigal Alon, avec une spécialisation en communication. Il sert comme soldat logistique à la base de Tzrifin de l'armée de l'air israélienne.

### Carrière
Peter Paltchik évolue d'abord la catégorie de poids jusqu'à 90 kilogrammes. Dans cette catégorie de poids, il termine deuxième aux Championnats d'Europe juniors en 2011 et champion d'Israël en 2013. À noter qu'il est également médaille d'argent aux Universiade d'été de 2013 en sambo.
En 2014, il passe aux poids mi-lourds (-100 kg). En 2014 et 2015, il devient champion national dans cette catégorie de poids. Aux Jeux européens de 2015, il est éliminé en huitièmes de finale contre le Français Cyrille Maret.
En 2017, il prend la septième place aux Championnats d'Europe à Varsovie.
En 2018, il remporte pour la première fois un tournoi Grand Prix à Tbilissi. Aux Championnats d'Europe 2018 devant son public à Tel-Aviv, il s'incline en demi-finale contre Cyrille Maret et remporte le combat pour la médaille de bronze contre le Russe Niyaz Bilalov (en). En octobre 2018, il bat l'Azerbaïdjanais Elmar Qasımov en finale du tournoi du Grand Chelem à Abu Dhabi.
Début 2020, il remporte le tournoi du Grand Prix de Tel-Aviv et quinze jours plus tard celui du Grand Chelem de Paris. Après cela, presque aucun tournoi de judo n’a eu lieu pendant six mois en raison de la pandémie de COVID-19. Fin novembre 2020, Paltchik remporte le titre en finale des Championnats d'Europe à Prague avec une victoire sur le Russe Arman Adamian. Aux Jeux Olympiques de Tokyo, Paltchik perd contre le Japonais Aaron Wolf en quarts de finale et prend la septième place ; dans la compétition par équipes mixtes, l'équipe israélienne remporte une médaille de bronze.
En 2022, Paltchik est éliminé dès le premier tour aux Championnats du monde de Tachkent, mais il remporte la médaille de bronze avec l'équipe. Six mois plus tard, aux Championnats du monde 2023 à Doha, Paltchik s'incline face à l'Azerbaïdjanais Zelym Kotsoiev en quarts de finale. Après une victoire au repêchage, Paltchik a battu le Canadien Shady Elnahas (en) dans la lutte pour le bronze.
Depuis l'attaque du 7 octobre 2023, il évoque des entraînements irréguliers mais reste déterminé à participer à des compétitions sportives.
En juillet 2024, il est nommé porte-drapeau de la délégation israélienne aux Jeux olympiques d'été de 2024 avec la nageuse Andrea Murez. Cette décision crée toutefois une polémique, après qu'un tweet qu'il a publié refait surface sur les réseaux sociaux. Il y montre des bombes destinées à être tirées sur la bande de Gaza, qu'il a signées de l'inscription suivante : "From me to you with pleasure" ("De ma part, destiné à vous, avec mon plaisir"),,. Il remporte la médaille de bronze dans la catégorie de -100kg contre le suisse Daniel Eich (en).

## Palmarès
| Année | Compétition           | Lieu     | Résultat | Catégorie         |
| ----- | --------------------- | -------- | -------- | ----------------- |
| 2013  | Universiade d'été     | Kazan    | 2e       | 100 kg (sambo)    |
| 2018  | Championnats d'Europe | Tel Aviv | 3e       | Moins de 100 kg   |
| 2020  | Championnats d'Europe | Prague   | 1er      | Moins de 100 kg   |
| 2021  | Jeux olympiques       | Tokyo    | 3e       | Par équipes mixte |
| 2022  | Championnats du monde | Tachkent | 3e       | Par équipes mixte |
| 2023  | Championnats du monde | Doha     | 3e       | Moins de 100 kg   |
| 2024  | Jeux olympiques       | Paris    | 3e       | Moins de 100 kg   |